# 3rdソロライブ 寝ても覚めてもゆきりんワールド 〜もっと夢中にさせちゃうぞっ♡〜
『3rdソロライブ 寝ても覚めてもゆきりんワールド〜もっと夢中にさせちゃうぞっ♡〜』（サードソロライブ・ねてもさめてもゆきりんワールド・もっとむちゅうにさせちゃうぞっ）は、エイベックス・マーケティングが2014年3月19日に発売した柏木由紀の映像作品。

## 内容
柏木自身3枚目のライブビデオ。2013年11月7日に横浜アリーナで開催された柏木由紀のソロライブ『3rdソロライブ 寝ても覚めてもゆきりんワールド 〜もっと夢中にさせちゃうぞっ♡〜』の模様を収録。

## 収録映像曲
1. Birthday wedding
2. 正義の味方じゃないヒーロー
AKB48の楽曲のカバー。
3. フライングゲット
AKB48の楽曲。
4. GIVE ME FIVE!
AKB48の楽曲のカバー。
5. ロマンス拳銃
6. 口移しのチョコレート
7. 涙に沈む太陽
チームサプライズの楽曲。
8. Rainy day
フレンチ・キスの楽曲。
9. ショートケーキ
10. 沈黙
11. 火山灰
12. あなたと私
13. でもねずっと
14. 明日も笑おう
15. スカート、ひらり
AKBの楽曲のカバー。
16. ギンガムチェック
AKB48の楽曲のカバー。
17. 重力シンパシー
チームサプライズの楽曲。
18. 君のことが好きだから
19. 夜風の仕業

アンコール
1. If - フレンチ・キス
2. カッコ悪い I love you! - フレンチ・キス
3. 最初のメール - フレンチ・キス
4. ロマンス・プライバシー - フレンチ・キス
5. ずっと 前から - フレンチ・キス

ダブルアンコール
1. ハート・エレキ
AKB48の楽曲。
2. 遠距離ポスター
チームPBの楽曲のカバー。

## バンド・メンバー
- 松ヶ下宏之：Guitar&Chorus
- 山口寛雄：Bass
- 江口信夫：Drums
- 星村麻衣：Keyboards&Chorus
- AYASA：Violin